# Usama an-Nudżajfi
Usama an-Nudżajfi (ur. w 1956 w Mosulu) – iracki polityk.

## Życiorys
Jest sunnitą. Pochodzi z zamożnej i ustosunkowanej politycznie rodziny z północnego Iraku. Jego ojciec był prawnikiem, a od 1951 do 1953 deputowanym do parlamentu irackiego, matka zaś pracowała jako dyrektor szkoły. Usama an-Nudżajfi z wykształcenia jest inżynierem elektrykiem, ukończył studia na Uniwersytecie w Mosulu. Od 1978 do 1990 pracował w irackim ministerstwie energetyki. Od 1991 zajmował się prowadzeniem rodzinnego gospodarstwa i hodowlą koni arabskich.
W życie polityczne zaangażował się w 2005. W tym samym roku został ministrem przemysłu w irackim rządzie tymczasowym. Negatywnie oceniał projekt nowej konstytucji Iraku
Przed wyborami parlamentarnymi w Iraku w 2010 bracia Usama i Asil an-Nudżajfi przystąpili do tworzonej przez byłego premiera Iraku Ijada Allawiego koalicji o nazwie Iracki Ruch Narodowy. An-Nudżajfi był jednym z jej liderów. Usama an-Nudżajli zdobył mandat w Mosulu, uzyskując blisko 275 tys. głosów. Po wyborach Usama an-Nudżajfi został przewodniczącym (spikerem) niższej izby irackiego parlamentu - Rady Reprezentantów. Opowiadał się za decentralizacją władzy w Iraku, którą, podobnie jak inny lider Irackiego Ruchu Narodowego Tarik al-Haszimi uważał za nieodzowną dla powstrzymania dążeń lidera irackich szyitów Nuriego al-Malikiego do władzy autorytarnej.
Podczas pierwszej wizyty w Stanach Zjednoczonych jako przewodniczący parlamentu irackiego, an-Nudżajfi odmówił złożenia wieńca na Grobie Nieznanych Żołnierzy w Airlington, twierdząc, że Amerykanie odgrywali w Iraku rolę nie wyzwolicieli, a okupantów. Podczas wizyty w Iranie wziął udział w pogrzebie matki gen. Ghasema Solejmaniego. 28 kwietnia 2012 an-Nudżajfi brał udział w spotkaniu przywódców irackiej opozycji, podczas którego wystosowano jej żądania wobec rządu al-Malikiego. Narada nie miała jednak praktycznych skutków politycznych z powodu wewnętrznych sporów w Irackich Ruchu Narodowym.
Wobec wewnętrznych konfliktów w Irackim Bloku Narodowym (który ostatecznie rozpadł się w 2012) an-Nudżajfi utworzył własną koalicję Zjednoczeni (Sojusz Obywatelski). Weszło do niej dziesięć partii tworzonych przez sunnitów, zarówno religijnych, jak i świeckich. W wyborach parlamentarnych w Iraku w 2014 uzyskała ona czwarty wynik i zdobyła 23 mandaty w Radzie Reprezentantów. An-Nudżajfi zadeklarował, że nie będzie ubiegał się o powtórny wybór na spikera parlamentu, jeśli nowego rządu nie będzie tworzył Nuri al-Maliki. Ostatecznie na stanowisku tym zastąpił go Salim al-Dżuburi, zaś an-Nudżajfi został jednym z trzech wiceprezydentów Iraku (obok Ijada Allawiego i Nuriego al-Malikiego). Stanowisko to zostało w sierpniu 2015 zlikwidowane z inicjatywy premiera Hajdara al-Abadiego, czemu an-Nudżajfi bezskutecznie się sprzeciwiał, deklarując równocześnie, że popiera wysiłki premiera w zakresie walki z korupcją.